# Alphapartikel-Röntgenspektrometer

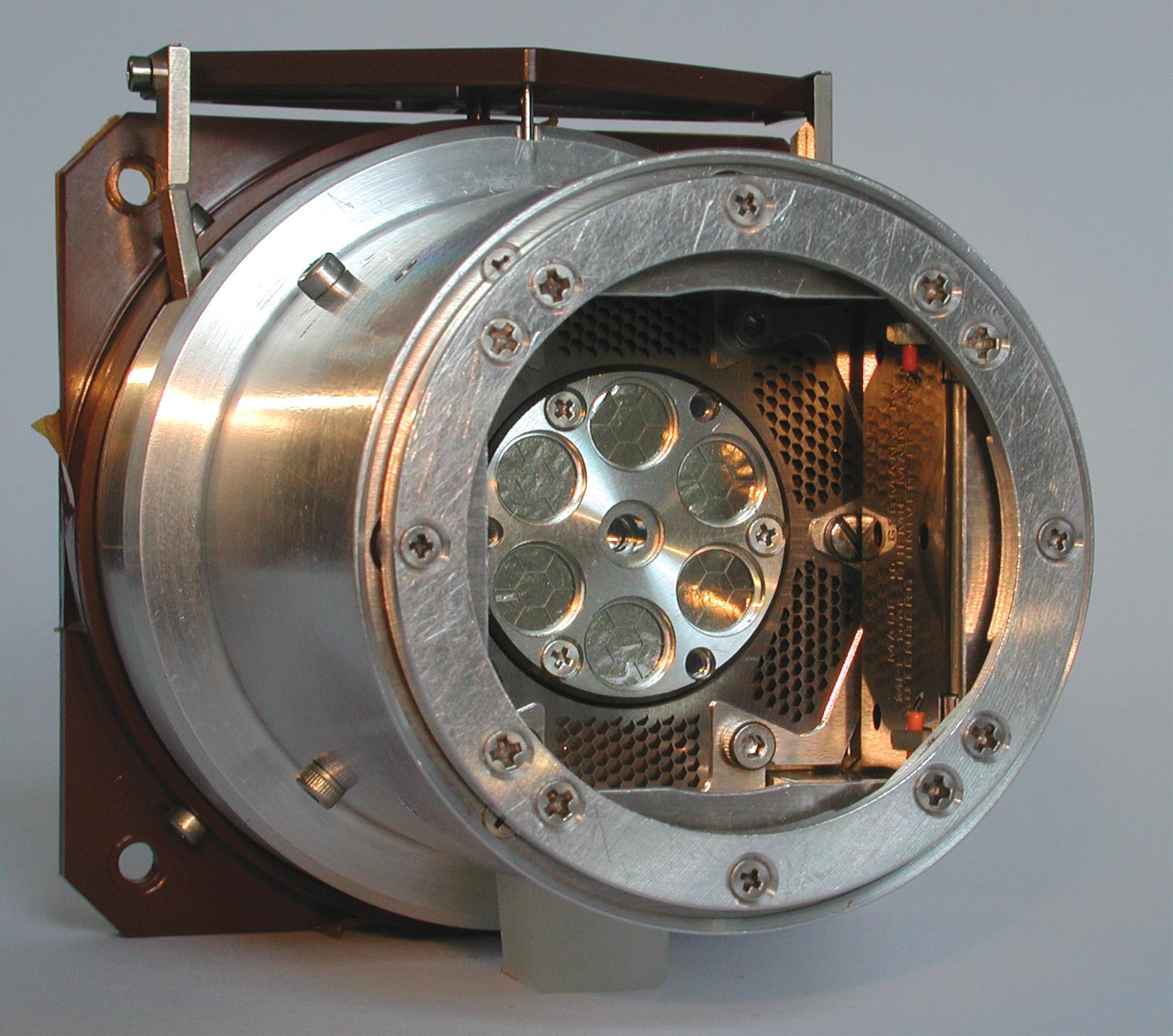
Alphapartikel-Röntgenspektrometer Typ von Spirit und Opportunity (Foto NASA/JPL-Caltech)

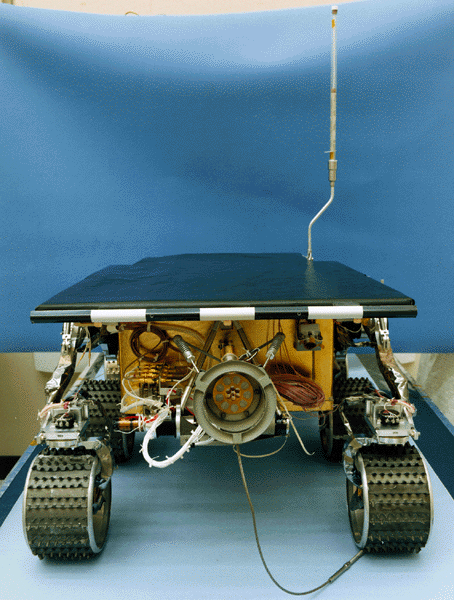
Das APXS auf der Rückseite von Mars Pathfinders Sojourner Rover

Ein Alphapartikel-Röntgenspektrometer (APXS) (oder Alpha Proton Röntgen Spektrometer für die Pathfinder-Mission) ist ein Gerät, das die prozentualen Anteile der chemischen Elemente in einer Probenoberfläche durch die reflektierten Alphateilchen, emittierten Protonen (nur bei Pathfinder), und Röntgen-Fluoreszenz nach der Bestrahlung mit Alphateilchen und Röntgenstrahlung aus einer radioaktiven Quelle ermittelt.
Es gibt schnellere Methoden zur Analyse der chemischen Zusammensetzung, die kein radioaktives Material benötigen. Deshalb wird diese kompakte und stromsparende Methode nur bei Raumfahrtmissionen verwendet. Während der letzten Jahrzehnte wurden mehrere verschiedene Versionen des APS (ohne Röntgenspektrometer) oder APXS (mit Röntgenspektrometer) bei folgenden Missionen benutzt oder ihre Nutzung wurde geplant: Surveyor 5–7, Mars Pathfinder, Mars 96, Mars Exploration Rover, Phobos, Lander Philae, Mars Science Laboratory, Yutu und die Exomars-Mission.

## Strahlenquelle
Die Alphateilchen von 5,8 MeV werden von Curium 244Cm freigesetzt, während die Röntgenstrahlung von 14 und 18 keV von dessen Zerfallsprodukt Plutonium 240 kommt. Bei dem Instrument der Athena-Nutzlast der Mars Exploration Rovers beträgt die Aktivität 30 mCi.

## Alphateilchen
Einige der mit definierter Energie ausgesendeten Alphateilchen werden zum Detektor zurückgeworfen, wenn sie mit einem Atomkern zusammenstoßen. Die physikalischen Gesetze für Rutherford Backscattering Spectrometry in einem Winkel nahe 180° entsprechen dem Energieerhaltungssatz und der Erhaltung des Impulses. Dies macht es möglich, die Masse des vom Alphateilchen getroffenen Kerns zu berechnen. Leichte Elemente absorbieren mehr Energie des Alphateilchens. Alphateilchen von schweren Atomkernen werden dagegen nahezu mit derselben Energie reflektiert. Das Energiespektrum der reflektierten Alphateilchen zeigt Spitzen von 25 % bis nahezu 100 % der Energie der emittierten Alphateilchen. Dieses Spektrum macht es möglich, die Zusammensetzung der Probe, besonders der darin enthaltenen leichten Elemente, festzustellen. Die geringe Rückstrahlrate macht eine lange Bestrahlungszeit nötig. Die Eindringtiefe der Strahlung beträgt nur wenige Mikrometer, deshalb muss das zu untersuchende Objekt z. B. vom Staub befreit sein.

## Protonen
Einige der Alphateilchen werden von den Atomkernen aufgenommen. Der [alpha,Proton] Prozess produziert Protonen mit einer bestimmten Energie, welche gemessen werden. Natrium, Magnesium, Silicium, Aluminium und Schwefel können so nachgewiesen werden. Diese Methode wurde nur vom Mars Pathfinder APXS verwendet. Bei den APXS für die Mars Exploration Rovers wurde der Protonendetektor durch einen zweiten Alphateilchensensor ersetzt.

## Röntgenstrahlung
Die Alphateilchen können auch von den inneren Elektronenschalen (K- and L-Schale) eines Atoms Elektronen wegkatapultieren. Diese Löcher werden durch Elektronen aus äußeren Schalen aufgefüllt, was zur Ausstrahlung charakteristischer Röntgenstrahlung führt. Dieses nennt man Partikel-induzierte Röntgenemission, die leicht registriert werden kann, und die ihre größte Empfindlichkeit und Auflösung bei den schweren Elementen (schwerer als Natrium) hat.